# Roosendaal (Utrecht)

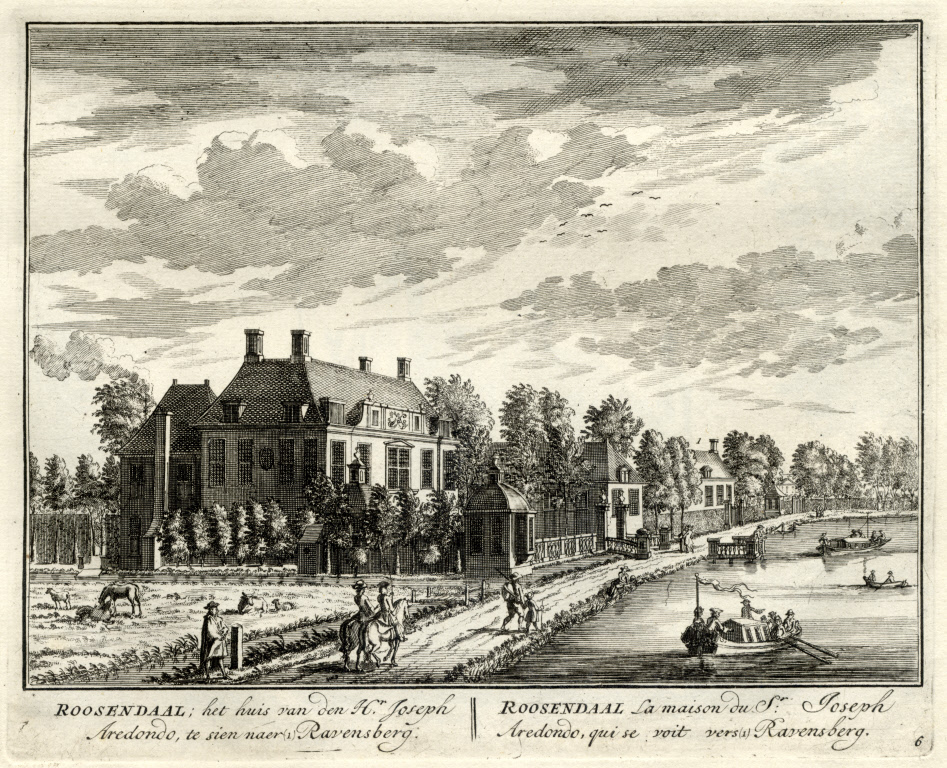
Roosendaal omstreeks 1719

Roosendaal (ook wel: Rosendaal of Rozendael) was een buitenplaats langs de rivier de Vecht bij de Nederlandse stad Utrecht. De oudste vermelding van de buitenplaats is uit 1680.
Van de buitenplaats resteren qua bouwwerken een inrijhek en theekoepel. In het verleden waren er naast het hoofdgebouw nog een tweede theekoepel en een stalgebouw. Het hoofdgebouw is tussen 1823 en 1846 grotendeels afgebroken, waarna de laatste restanten in de jaren 1970 zijn afgebroken.
Rond 1978 is het Vechtzoompark in de Utrechtse wijk Overvecht op deze locatie aangelegd.